# Кристалізація дендритна
Дендри́тна кристаліза́ція — це кристалізація з утворенням кристалітів (зерен) дендритної будови. Такий вид кристалізації характерний для металів та їх сплавів.
Ріст кристала з центра кристалізації (зародка) відбувається шляхом упорядкованого приєднання атомів з рідкої фази до його поверхні. Ділянки поверхні з густішим упакуванням атомів рухаються в розплав з меншою швидкістю, ніж ділянки поверхні з малою густиною упакування. Форма міжфазної поверхні кристал-розплав залежить від градієнта температури поблизу фронту кристалізації.
У разі збільшення температури в бік рідкої фази, тобто при додатному градієнті температури, утворюються відносно плоскі грані кристалів. Поки кристали оточені рідкою фазою, вони ростуть вільно і мають майже правильну геометричну форму, яка визначається анізотропією швидкості росту. Унаслідок взаємного зіткнення граней сусідніх кристалів на завершальній стадії кристалізації їх правильна форма спотворюється. Так утворюються кристаліти довільної форми.
 

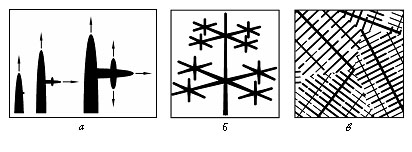
Схеми дендритної кристалізації: а — ріст осей дендрита в напрямках помічених стрілками; б — просторове розташування осей; в — дендритні кристаліти після завершення кристалізації

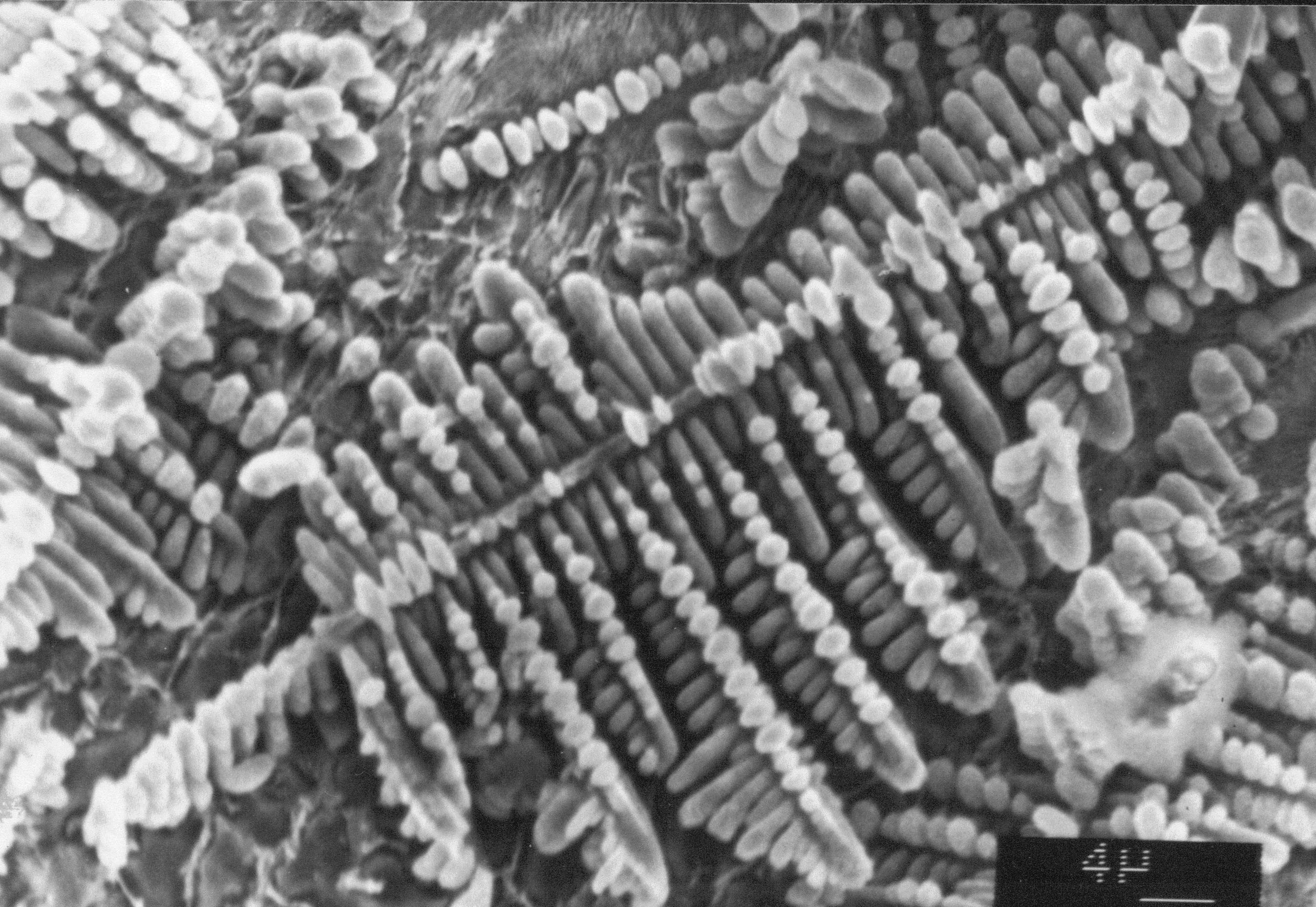
Дендритна структура в зоні лазерного легування Карбоном і Силіцієм титанового сплаву ВТ6

У металах та сплавах унаслідок інтенсивного виділення прихованої теплоти кристалізації на границі кристала і сильно переохолодженого розплаву виникає від'ємний градієнт температури, що змінює механізм росту кристалів. Що далі від границі, то більшим є переохолодження розплаву. Тому будь-яка випуклість на поверхні зародка потрапляє в зону більшого переохолодження та росте вглиб розплаву швидше, ніж плоскі ділянки поверхні, утворюючи витягнуту первинну вісь кристалу. Її плоскі поверхні також перебувають у зоні від'ємного градієнта температури, внаслідок чого від них за аналогічним механізмом ростуть бічні вторинні осі, від яких відростають наступні.

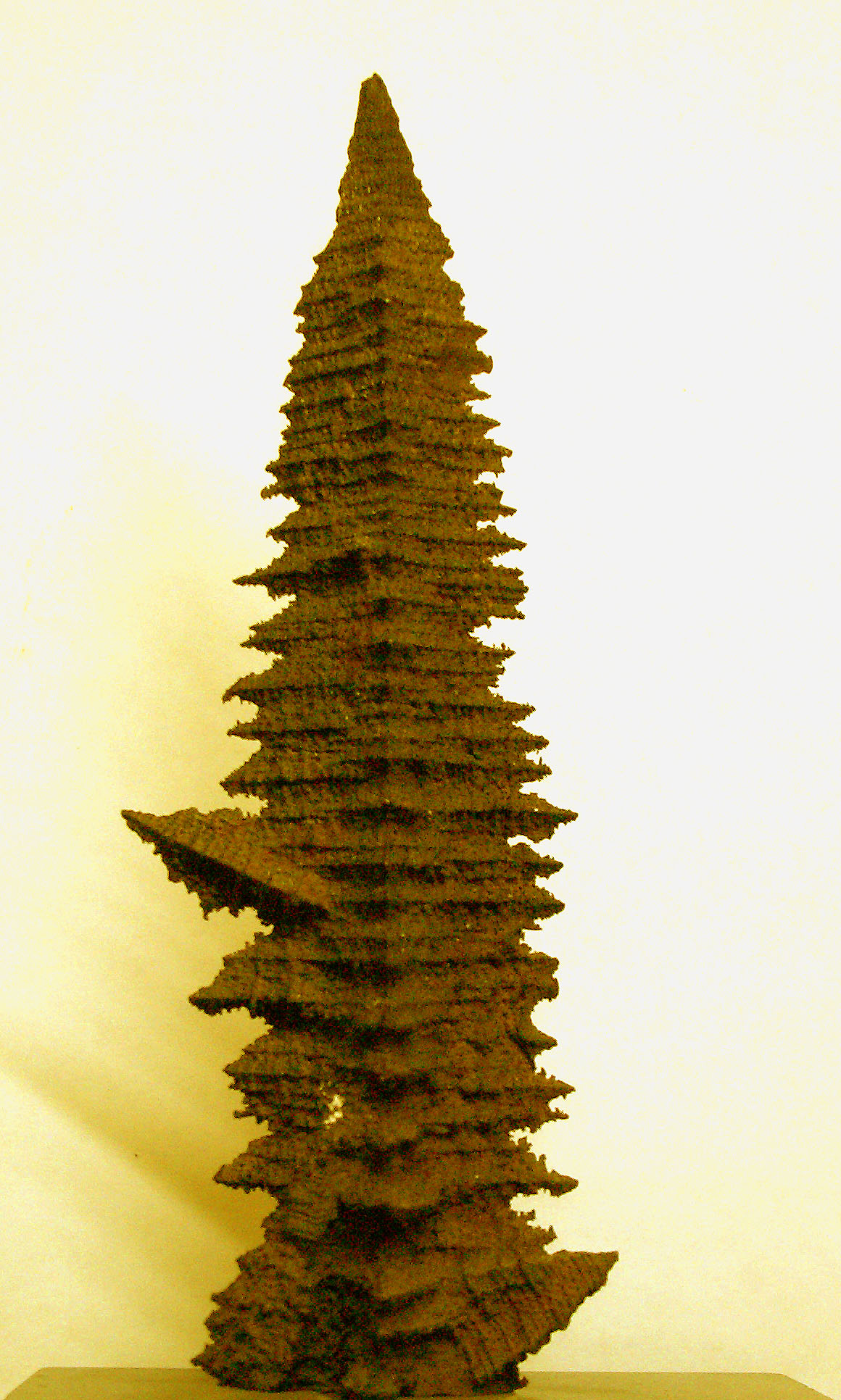
Дендритна колонія з усадкової раковини сталевого зливка

Напрямок росту осей збігається з напрямком осі піраміди, яку утворюють площини найгустішого упакування атомів. Тому в кристалах з кубічною чи тетрагональною ґраткою осі кристалітів перпендикулярні між собою, а з гексагональною — розміщені під кутом 60°. Урешті, коли температури осей кристала і розплаву між ними вирівнюються, розпочинається повільніша кристалізація в міжосьовому просторі. Так із зародків виростають деревоподібні кристаліти — дендрити (з грец. δένδρον — дерево). Механізм такого росту  називають дендритним.
Дендрити ростуть до моменту зіткнення з сусідами на завершальній стадії кристалізації, набуваючи при цьому нерегулярної форми та певних розмірів. Величина дендритних кристалітів 
є важливим чинником, який визначає властивості литих сплавів. Дрібнодисперсна структура забезпечує кращі механічні та технологічні властивості порівняно з грубодисперсною, яка окрихчує сплави. Тому в практиці ливарного виробництва для більшості виливків прагнуть забезпечити дрібнозернисту структуру, що реалізують переважно модифікуванням або через зміну температури розплаву чи швидкості охолодження під час кристалізації.